# Ernst Christiansen (redaktør)
Ernst Christiansen (født 10. september 1877 i Vejbæk (Bov Sogn, Flensborg Amt), død 26. februar 1941 i Flensborg) var redaktør af Flensborg Avis.
Ernst Christiansen var søn af postkonduktør J.E. Christiansen og hustru Gander, født Lassen, og gift 7. maj 1904 med Julie, født Lieb.
Ernst Christiansen blev medarbejder på Flensborg Avis i 1893, og 1906-1940 var han leder og chefredaktør.